# عمیدالملک کندری
عمیدالملک کندری (متولد ۴۱۵ ه‍. ق، درگذشت ۴۵۶ ه‍. ق) که معمولاً به نام کندری شناخته می‌شود، یک دیوان‌سالار ایرانی بود که به عنوان وزیر دربار سلطان طغرل سلجوقی (۴۲۹–۴۵۵ ه‍. ق) و برادرزاده‌اش آلپ ارسلان (۴۵۵–۴۶۵ ه‍. ق) خدمت کرد.
کندری در کندر به دنیا آمد. وی به پیشنهاد استادش موفق نیشابوری به عنوان منشی در امپراتوری سلجوقی استخدام شد. کندری که یک نقشه‌کش خدادادی بود، به دنبال بهره‌برداری از قدرت و نفوذ بر سلاطین سلجوقی نیز بود.
اولین نقشهٔ کندری در دوران نخست‌وزیری‌اش بود، زمانی که طغرل او را مأمور کرد تا ازدواجی بین طغرل و شاهزاده خانمی از خانوادهٔ خوارزمشاهیان را ترتیب دهد؛ درعوض، کندری این ازدواج را برای خودش ترتیب داد. سپس کندری متعاقباً به دربار طغرل رفت و در آنجا با تراشیدن ریش و اخته کردن خود، خود را تبرئه نمود. درحالی که طغرل در سال ۴۳۶ ه‍. ق برای مبارزه با رقیب محلی خود؛ بساسیری آمادهٔ پیش‌روی به سمت موصل بود، کندری نقشه‌ای کشید تا انوشیروان (پسر آلتون جان خاتون، همسر طغرل) را بر تخت سلطنت بنشاند. با این حال، توطئه‌گران، از جمله آلتون جان خاتون، به سرعت خود را از این توطئه جدا کردند. با این وجود، کندری به عنوان وزیر حفظ شد. طرح سوم کندری علیه خلیفهٔ عباسی القائم بود که با موفقیت او را متقاعد کرد که ازدواج دخترش و طغرل را بپذیرد. پس از مرگ طغرل در سال ۴۶۵ ه‍. ق، کندری تلاش کرد برادرزادهٔ شیرخوار طغرل؛ سلیمان (پسر چغری بیک) را بر تخت سلطنت بنشاند. با این حال که آلپ ارسلان پسر بزرگ‌تر و شایستهٔ چغری بیک بود که بر خراسان حکومت داشت، سرانجام بر تخت نشست. کندری در ابتدا به عنوان وزیر اندیشه داشت، اما به تحریک همتایش نظام‌الملک؛ آلپ ارسلان کندری را در ۱ محرم ۴۵۶ ه‍. ق به زندان انداخت و سال بعد در ۱۰ ذی‌الحجهٔ ۴۵۶ ه‍. ق اعدام شد و نظام‌الملک جانشین کندری گشت.

## پیشینه
کندری در حدود سال ۴۱۵ ه‍. ق به عنوان فرزند یک دهقان به دنیا آمد. نسبای او ارتباطی با حرفهٔ فروش صمغ کندر را نشان می‌دهد. نویسندهٔ ایرانی سدهٔ ششم و هفتم قمری؛ صدرالدین حسینی می‌گوید که محل تولد کندری در نزدیکی طرثیث، قهستان، بخش غربی خراسان بوده است. کندری را «خراسانی» نیز خوانده‌اند. کندری همراه با شاعر ابوالقاسم علی باخرزی در شهر نیشابور؛ نزد موفق نیشابوری تحصیل نمود.

## حرفه

### نزد طغرل بیک

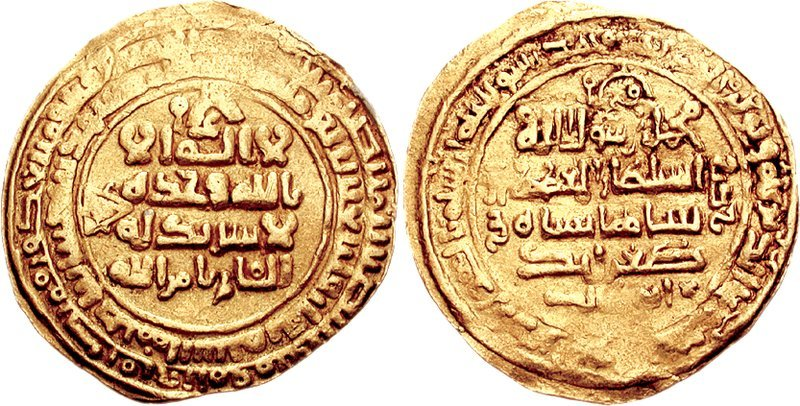
دینار طلا ضرب شده در اصفهان با حکاکی نام طغرل

هنگامی که نخستین سلطان سلجوقی؛ طغرل بیک، نیشابور را در سال ۴۲۹ ه‍. ق فتح کرد، به موفق نیشابوری فرمود که منشی می‌خواهد که هم به زبان عربی و هم فارسی روان صحبت کند. سپس کندری را توصیه نمود، که متعاقباً به عنوان منشی صدراعظم گماشته شد. طغرل در ۴۴۷ ه‍. ق کندری را به عنوان وزیر خود منصوب کرد و بدین ترتیب جانشین ابواحمد نظام‌الملک دهستانی شد. کندری در دوران وزیری خود شروع به تشکیل یک دولت استاندارد ایرانی-اسلامی کرد و این امر در زمان سلاطین سلجوقی پسین، آلپ ارسلان و ملکشاه یکم ادامه یافت. کندری همچنین به عنوان مترجم طغرل عمل کرد و عربی و فارسی را برای او به زبان ترکی سلجوقی ترجمه می‌نمود. به عنوان بخشی از تبلیغات سلجوقیان، کندری به شاعر و دبیر (کاتب) ابن حسول دستور داد تا مقاله‌ای بنویسد که در آن کتاب التاجی ابراهیم بن هلال الصابی را که در سال ۳۶۷ ه‍. ق به عنوان تبلیغی برای آل بویه سروده شده بود، نقد کند و آنها را با شاهنشاه ساسانی؛ بهرام گور پیوند دهد و کار دیگر ابن حسول این بود که خاندان سلجوقی را با تور؛ پسر فریدون پادشاه اساطیری ایران پیوستگی دهد.
کندری به دنبال بهره‌برداری از قدرت و نفوذ بر سلطان بود. کندری در دوران نخست‌وزیری خود از طرف طغرل مأموریت یافت تا ازدواج طغرل و شاهزاده خانمی از خانوادهٔ خوارزمشاهیان را ترتیب دهد. درعوض، او ازدواج را برای خودش ترتیب داد سپس کندری متعاقباً به دربار طغرل رفت و در آنجا با تراشیدن ریش و اخته کردن خود، خود را تبرئه نمود. درحالی که طغرل در سال ۴۴۹ ه‍. ق برای مبارزه با رقیب محلی خود؛ بساسیری آمادهٔ پیش‌روی به سمت موصل بود، کندری نقشه‌ای کشید تا انوشیروان (پسر آلتون جان خاتون، همسر طغرل) را بر تخت سلطنت بنشاند. طغرل با دیدن اینکه او تنها ۲٬۰۰۰ سرباز در زمان خروج داشت، کندری را توبیخ کرد و فرمود "چرا به من خبر ندادی تا صبر کنم تا همه مردان جمع شوند؟"
در پی نافرمانی ابراهیم ینال (برادر ناتنی طغرل) طغرل از کندری درخواست کمک کرد. آلتون جان خاتون در ابتدا می‌خواست کمک کند، اما توسط کندری متقاعد شد که سربازان آنها از ابراهیم ینال می‌گریزند و فقط نیروهای او را تقویت می‌کنند و تنها ارتش آلتون جان خاتون و طغرل ناتوان می‌گردد. کندری بار دیگر با حمایت آلتون جان خاتون، القائم عباسی و نیز بازرگانان و مقامات برجستهٔ بغداد؛ تلاش کردند تا انوشیروان را بر تخت بنشانند. اما این توطئه با مخالفت دو تن از سرداران طغرل به نام‌های عمر و انجیل روبرو شد و انوشیروان را رد کردند. هنگامی که کندری از القائم درخواست کرد تا انوشیروان را به عنوان سلطان معرفی کند؛ وی به او گفت که این توطئه را به تعویق بیندازد و شهر را در برابر بساسیری ایمن نماید. آلتون جان خاتون نیز دگرگون شد و در عوض به طغرل پیوست. سپس کندری و انوشیروان به خدمت نزد طغرل ادامه دادند و در کنار او با بساسیری جنگیدند که توسط یک از پیروان کندری کشته شد.
کندری در مذاکرات با القائم عباسی برای ترتیب دادن ازدواج دخترش و طغرل نقش کلیدی داشت. به گفتهٔ ابن جوزی؛ کندری، طغرل را با این ایده تحریک کرده بود تا ازدواجی را که از پیش بین ارسلان خاتون (خواهرزاده طغرل) و القائم تنظیم شده بود، متعادل کند. طغرل تا حدودی در فکر ازدواج با شاهزاده‌ای عباسی بود، شاید با این آرزو که روزی یکی از فرزندانش به عنوان خلیفه حکومت کند. اگرچه کندری و القائم ظاهراً رابطهٔ دوستانه‌ای داشتند، اما به‌زودی به دلیل اقدامات اولیه با هم اختلاف پیدا کردند. بین ماه‌های ربیع‌الثانی تا جمادی‌الاول ۴۵۳ ه‍. ق، کندری و القائم در مذاکرات طولانی و رنجش‌آمیز در مورد ازدواج بودند و کندری حتی در مقطعی تهدید به تصرف اقطاع (املاک) خلیفه نمود. و بین ماه‌های محرم تا صفر ۴۵۴ ه‍. ق، کندری سرانجام القائم را متقاعد نمود که در ازای پرداختی پرسود، و به شرطی که دخترش کاخ خلیفه را ترک نکند؛ موافقت کند. کندری اصطلاح اخیر را نادیده گرفت چراکه دختر خلیفه به اقامتگاهٔ طغرل در بغداد منتقل شد. با این وجود، این ازدواج فقط اسمی بود و به دلیل مرگ طغرل در ۲ رمضان ۴۵۵ ه‍. ق، پس از شش ماه و بیست و سه روز ناگهان پایان یافت.

### سقوط و مرگ

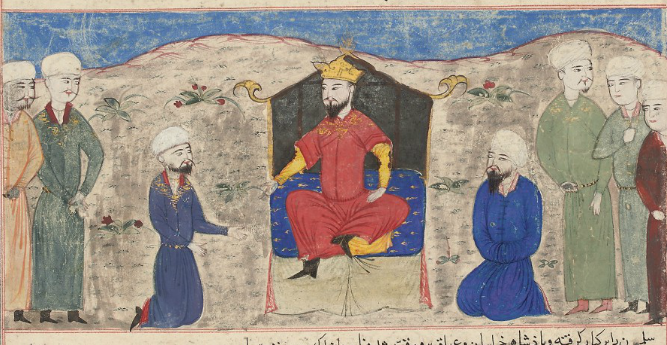
مینیاتوری از مجمع التواریخ (کتاب حافظ ابرو) که به سلطنت رسیدن آلپ ارسلان را نشان می‌دهد.

طغرل بیک فرزندی نداشت و از این رو برادرزادهٔ شیرخوار خود سلیمان (پسر چغری بیک) را به جانشینی خود معرفی نمود. کندری از این انتخاب حمایت کرد و احتمالاً کسی بود که آن را به طغرل پیشنهاد نمود تا قدرت خود را به عنوان نایب‌السلطنه به شدت گسترش دهد. با این حال که آلپ ارسلان پسر بزرگ‌تر و شایستهٔ چغری بیک بود که بر خراسان حکومت داشت، با این انتخاب مخالفت کرد و از حمایت دیوان‌سالاریهٔ نظام‌الملک و همچنین لشکری قدرتمند در خراسان برخوردار شد. کندری به سرعت نام سلیمان را در خطبهٔ نماز جمعهٔ پایتخت؛ یعنی ری خواند. متعاقباً با آلپ ارسلان تماس گرفت و او را تهدید کرد و به او گفت که به تسلط بر خراسان راضی باشد. قتلمش (پسر عموی طغرل) نیز به عنوان یک رقیب برای تاج و تخت ظاهر شد که منجر به صلح و همکاری بین کندری و آلپ ارسلان شد که قتلمش را در خارج از ری شکست داده و کشتند. بنابراین آلپ ارسلان به سلطنت رسید و کندری را به عنوان وزیر حفظ نمود. اما با تحریک نظام‌الملک، آلپ ارسلان؛ کندری را در ۱ محرم ۴۵۶ ه‍. ق در مرورود زندانی کرد و اموالش را نیز مصادره نمود. نظام‌الملک سپس وزیر سلطنت شد. پس از حدود یک سال زندان، کندری توسط دو بردهٔ سرباز؛ فرستاده شده توسط آلپ ارسلان در ۱۰ ذی‌الحجهٔ ۴۵۶ ه‍. ق به قتل رسید. خواهر کندری جسد او را به کندر برد و در آنجا دفن کرد. و از کندری تنها یک دختر به یادگار ماند.

## باورها
کندری که از پیروان مذهب اهل سنت حنفی بود، لعن مکتب اشاعره را در خطبهٔ نیشابور در سال ۴۴۵ ه‍. ق وارد نمود که باعث شد علمای برجسته‌ای؛ مانند عبدالکریم قشیری و امام‌الحرمین جوینی به پناهندگی در منطقهٔ عربستان حجاز برسند. هم منابع قرون وسطایی و هم منابع امروزی تا حد زیادی موافق هستند که این اقدام سیاسی بوده است، تا حنفیان بتوانند مقامات عالی را بچنگ آوردند. اما به نظر می‌رسد؛ سپس کندری تعصب خود را کنار گذاشته است.

## میراث و ارزیاب
کندری از شخصیت‌های ممتاز در قلمروی سلجوقیان بود که مورد ستایش شاعران معاصر؛ مانند باخرزی قرار گرفت. کندری شعر عربی می‌سرود، از کاهنان و شاعران قلمرو حمایت می‌کرد و همچنین سازنده‌ای فعال بود. کندری از جمله شخصیت‌های ایرانی بود که به فرمانروایان سلجوقی کمک نمود تا از رؤسای قبایل با قدرت محدود به سلاطین اعظم با یک دربار کاملاً ساختاریافته، یک ادارهٔ ایرانی و تا حدی مطیع؛ پیشروی کنند. به هر روی، این انتقال سلاطین سلجوقی را از ترکمن‌ها دور نمود، که در نتیجه اغلب شورش‌ها به رهبری اعضای ناراضی خانوادهٔ سلجوقی مانند ابراهیم ینال و قتلمش گرد می‌آمدند.